# Daniel Seiter
Pour les articles homonymes, voir Seiter.
Daniel Seiter, Seyter ou Saiter, né à Vienne vers 1642 ou 1647 et mort à Turin en 1705, est un peintre baroque, formé par un artiste bavarois à Venise. Il a travaillé toute sa vie en Italie et est considéré comme un artiste italien.

## Biographie
Selon Houbraken, Seiter est né à la frontière de la Suisse et a grandi à Vienne. On ne sait pas qui a été son premier professeur, mais jeune homme, il a traversé les Alpes pour aller à Venise. Il s'y est formé jusqu'à 1680 auprès de l'artiste bavarois Johann Karl Loth dont il a copié le style. De ce fait, Houbraken écrivait en 1718, qu'il était impossible de dire si une peinture était de lui ou de Lott.
Il s'installe à Rome de 1683 à 1688 où il travaille dans l'atelier réputé de Maratta. Dès 1683, il est membre de l'Académie pontificale des beaux-arts et des lettres des virtuoses au Panthéon, et en 1686 il est élu à l'Accademia di San Luca. Selon Hoogewerff, Seiter a également été membre des Bentvueghels, sous le nom d'Avondster (Étoile du soir). Il s'agit d'une sorte de confrérie d’artistes, dont les membres venaient principalement des Pays-Bas.
Il se fait connaître par les œuvres Le Martyre de sainte Catherine (1685) et Le Martyre de saint Laurent, conservées sur les parois latérales du vestibule de la chapelle Cybo à Santa Maria del Popolo. Devenu artiste à succès, il a épousé la fille d'un libraire.

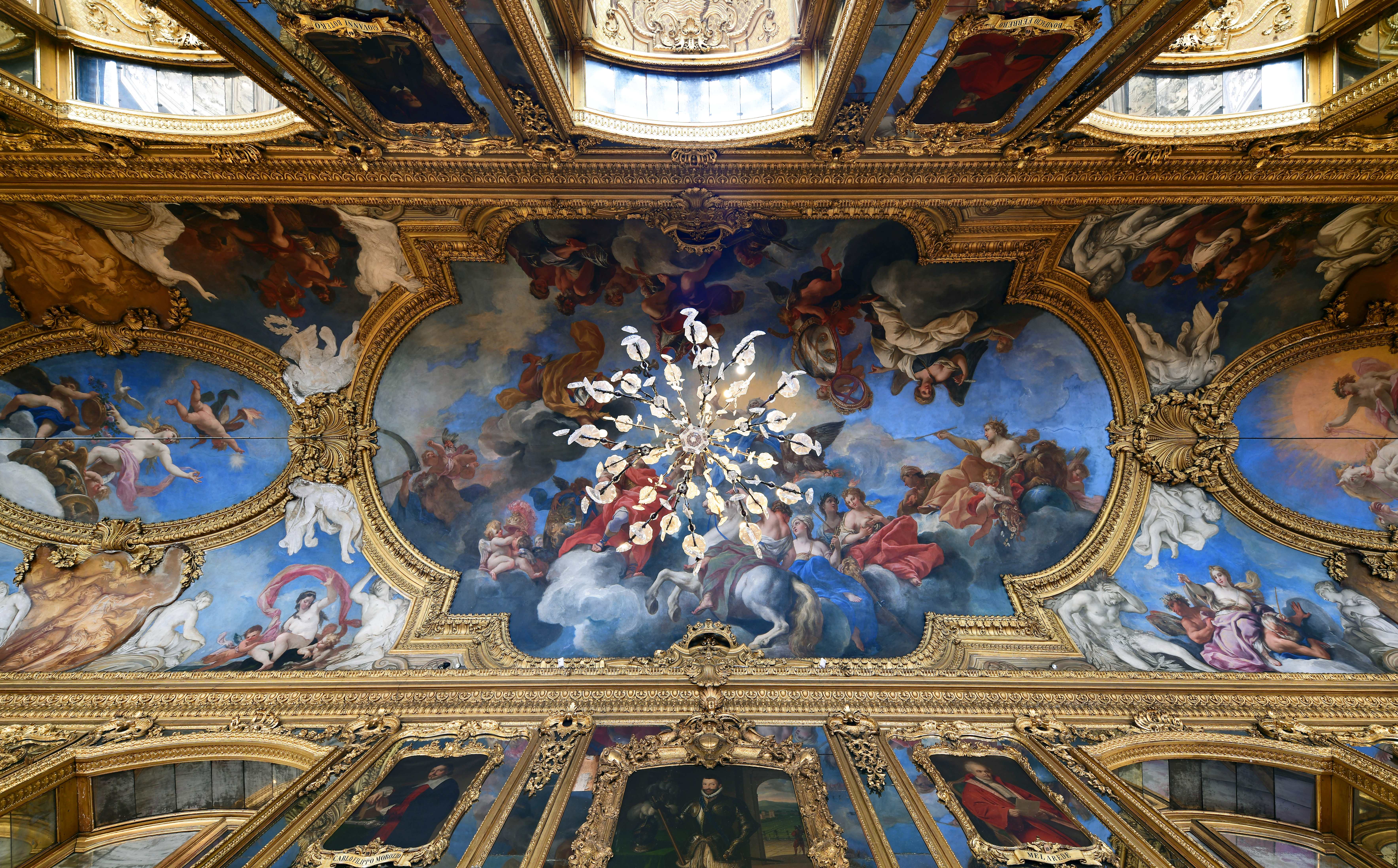
La Galerie de Daniel SeiterPalais royal de Turin

À partir de 1688, il travaille pour Charles Emmanuel, fils du duc de Savoie à Turin, qui l'a nommé peintre principal de la cour en 1696, et l'a fait chevalier. Il lui a confié la décoration du Palais royal, en particulier la grande galerie. Le dessin Diane et Endymion, conservé au Louvre est l'une des étapes préparatoires des fresques du plafond qu'il réalisa dans la chambre à coucher de la reine. Il a également aidé à décorer à fresque, la coupole de la chapelle de l'Ospedale Maggiore, aujourd'hui, musée des Sciences naturelles.

## Œuvres
- Agar et Ismaël, v. 1690, huile sur toile, 180 × 140 cm, collection privée[4].
- Un apôtre (probablement Paul), huile sur toile, 66 × 50 cm, vente Dorotheum, vienne, 27 mai 1974[5].
- Vénus, Cupidon, Cerès et Bachus, signé l.r.: Daniel Seuter, huile sur toile, 168 × 145 cm, Burghley House Stamford[6].
- Diane auprès du cadavre d'Orion, v. 1685, huile sur toile, 115 × 152 cm, donation Lemme[7], musée du Louvre.
- Pietà, vers 1700, huile sur toile, 136 x 96 cm, Montpellier, musée Fabre.